# Le Lauzet-Ubaye
Le Lauzet-Ubaye (okzitanisch Lo Lauset) ist eine französische Gemeinde mit 212 Einwohnern (Stand 1. Januar 2022) im Département Alpes-de-Haute-Provence in der Region Provence-Alpes-Côte d’Azur.
Der bekannte Winterurlaubsort gehört zum Kanton Barcelonnette im Arrondissement Barcelonnette.

## Geographie
Die Gemeinde Le Lauzet-Ubaye liegt im Flusstal der Ubaye. Sie grenzt an Pontis und Crots im Norden, Méolans-Revel im Osten, Seyne im Süden sowie an Montclar, Ubaye-Serre-Ponçon und Le Sauze-du-Lac im Westen.

## Bevölkerungsentwicklung
| Jahr                       | 1962 | 1968 | 1975 | 1982 | 1990 | 1999 | 2007 | 2016 |
| Einwohner                  | 293  | 253  | 221  | 241  | 212  | 213  | 236  | 198  |
| Quellen: Cassini und INSEE |      |      |      |      |      |      |      |      |

## Sehenswürdigkeiten
- Liste der Monuments historiques in Le Lauzet-Ubaye

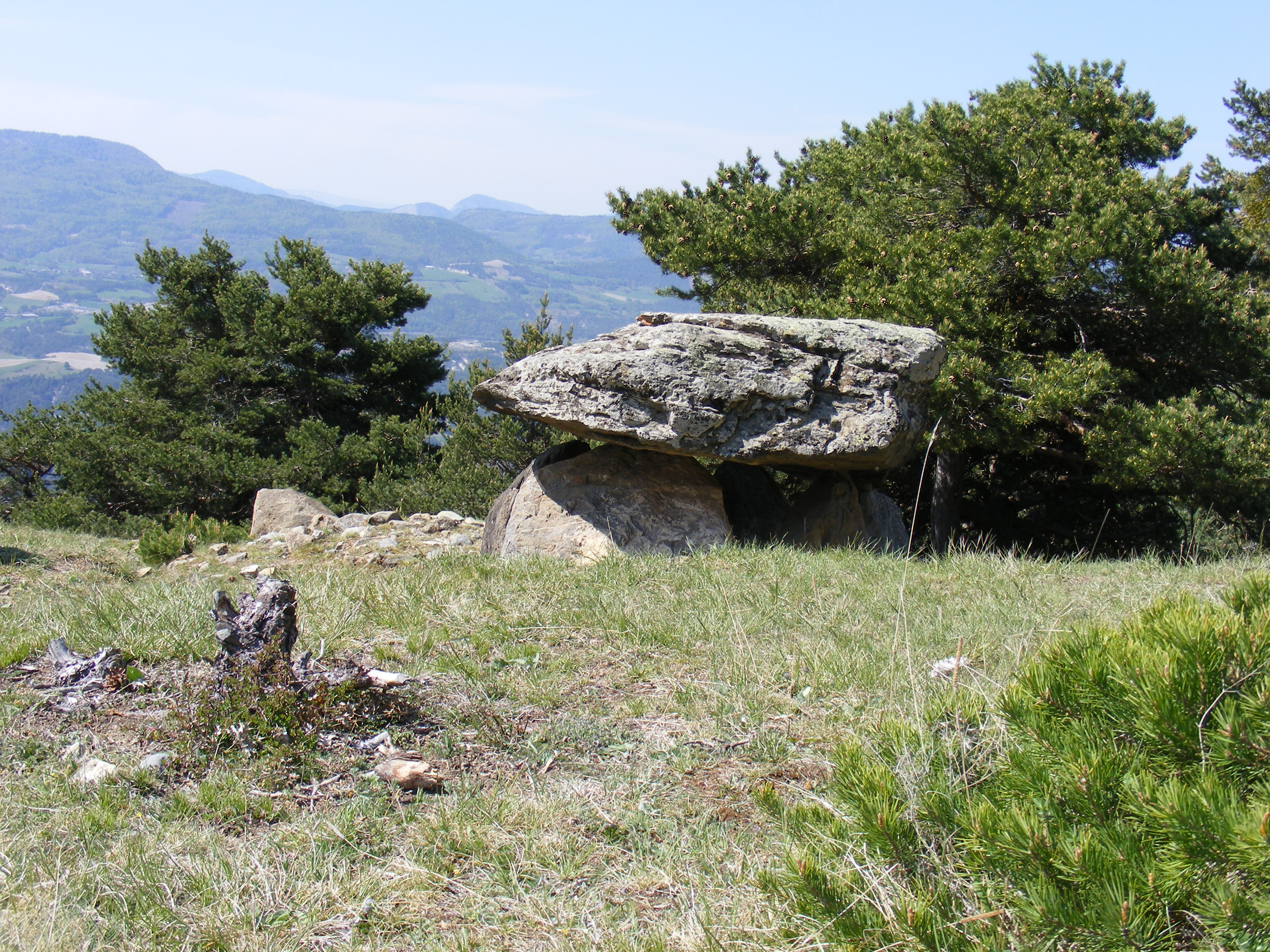
Der Dolmen von Villard liegt über dem Dorf in 1240 Meter Höhe an der südlichen Flanke des 2324 Meter hohen Pic de Morgon